# 自由放任
自由放任（法語：laissez-faire），又称自由放任主义或無干涉主義，西方用法语词汇（「讓他做、讓他去、讓他走」）通称，意思讓商人自由進行貿易，政府不要干涉。這一詞首先在18世纪由重农主义在字典裡使用，以反對政府對貿易的干涉。這一詞到了19世紀早期和中期成為了自由市場经济学的同義詞。自由放任主义反對政府對经济的干涉，並且反對政府徵收除了足以維持和平、社會安全和財產權以外的稅賦。
在欧洲和美國早期的经济学理論中，自由放任的經濟政策通常與反面的重商主义經濟政策做比較，重商主義的經濟政策在美國、英国、德国、意大利、西班牙、法国、香港特别行政区崛起時都擔當了支配的角色。

## 經濟學理論
著名古典經濟學家亚当·斯密在他所寫的《國富論》一書中，宣稱當人們試圖為自己獲取利益時，往往會意外地使公眾獲益，由於交易行為需要双方自願，因此获利的唯一方法是提供别人愿意接受的商品和服务，也就是合作。人們自利合作的市場機制，有時候被称作“看不见的手”。
關於自由放任的經濟學理論被認為是純粹的、經濟上的自由意志主義的市場觀點，主張讓自由市場自行其道通常是最有效率的方法，能省去任何由政府干預人們自主合作所造成的效率不彰。主張政府對於民間經濟如價格、生產、消費、產品分發和服務等的干預越少，經濟運作的更好（更有效率）。政府的干預往往造成官商勾结、权力寻租、腐败、垄断。政府干預有時候被称作“看得見的手”。

## 歷史
亞當·斯密在提倡自由貿易的方面上擔當了重要的角色（不過他所持有的一些觀點仍被現代的放任自由資本主義者所抨擊）。從1846年廢除穀物法到20世紀初，大不列顛帝国被認為采取了最接近自由放任主義政策的措施，許多歷史學家也視從1846年穀物法的廢除開始的這段時期為自由放任主義的高峰。不過，批評者認為這些被形容是自由放任主義政策的措施只不過是一些鼓勵商業的政策，認為在實際上自由放任政策和鼓勵商業的政策並無差別，因此批評自由放任只不過是商人為了否定對窮人和勞工的補貼而使用的辭彙。
流行的説法聲稱大不列顛帝國等國在十九世紀中葉開始奉行所謂的自由競爭資本主義，使完全競爭得以被實現，這些國家直至二十世紀初才轉向至壟斷資本主義，但一些馬克思主義者認為這個説法是荒唐的。此外, 一些支持多個國家共同簽訂自由貿易協議的自由放任資本主義者也認為大不列顛帝國沒有完全貫徹關於貿易自由的原則，反而對紅酒等一些種類的重要商品加徵關税，故此他們認為大不列顛帝國單方面地推動貿易自由化進程這個説法是錯誤的。

### 二战前的發展
一些經濟學家和歷史學家（凯恩斯派经济学家、马克思主义者等）認為自由放任政策是導致經濟大恐慌的主因。但也有經濟學家如諾貝爾獎得主米爾頓·佛利民，主張美联储错误的货币政策和美国政府随后错误的管制（如提升所得稅率，最高收入的稅率從25%提升至63%，以及引發國際貿易戰的斯姆特-霍利关税法案）才是大萧条的根本原因。同時在蕭條產生後又以更多的干預試圖補救，造成原本的蕭條進一步的惡化。因此佛利民和其他支持自由放任的經濟學家認為，羅斯福的新政延長了大蕭條直到二战爆发。

### 二战后的凯恩斯主义時期
二战后（1945-1970年代），东方社会主义阵营采用计划经济，而西方的资本主义阵营奉行凯恩斯主义，政府對經濟的干涉和管制在鐵幕的两邊都達到了高峰。英國和瑞典採用了最偏向社會主義的路線，對許多民間企業實行國有化，並對他們的人民建立了“從搖籃直到棺材”的福利制度。法國、美國、德國和日本則採取了中庸的路線，既不是自由放任也不是徹底的社會主義。法國在戴高樂領導下實行了被稱為统制经济的制度。德國則在基督教民主联盟和社会民主党的支持下實行社會市場經濟來重建戰後的德國經濟。日本則在通商産業省的經濟計畫下開始了被稱為“高度經濟成長”的時期，使其成為美國之外最成功的經濟國家。美國則繼續依循著富蘭克林·德拉諾·羅斯福的“新政”，配合二戰後龐大的军事工业复合体，以及艾森豪總統任內由聯邦政府投資如州際高速公路等的公共建設工程，同時1960年代肯尼迪總統也大幅投資NASA的登月計畫和其他太空計畫，加上大量的軍事開支，經由政府的干預和支出，維持為世界上中產階級最多國家。

### 1970年滞涨与自由放任主义的回归
过去凯恩斯主义者认为高通胀必然伴随着低失业率，但1970年代，长期使用凯恩斯主义的西方国家陷入滞涨，高通胀和高失业率同时出现。加上石油禁運，西方國家陷入經濟困境。而政府的管制行为反而使情况更加恶化。比如面对物价飞涨，尼克松宣布全国冻结物价和工资上涨90天，导致各种商品短缺，人们购物需要排几个小时的队。從肯尼迪開始的經濟會談降低了美國的關稅，並打破了美元兌換黃金的控制，造成了浮動匯率。(Batra) 
在這種環境下，自由放任的經濟學說開始回归，尤其芝加哥經濟學派和奧地利經濟學派的其他自由意志主義思想家，如、弗里德里克·哈耶克和路德維希·馮·米塞斯，他們主張政府干预是造成经济困难的主要原因。如果西方國家自稱的自由世界真的是自由的話，那他們應該讓人們擁有完全的經濟自由。香港成為了第一個擁抱積極自由放任經濟政策的地區，從1960年代的郭伯偉、至之後的夏鼎基，以及接任的各位財金管員，普遍都奉行這個策略。
英國、美國、紐西蘭和智利的政府開始朝向自由放任的政策。英國首相玛格利特·撒切尔相信減低政府在經濟上的干預將能改善情況，她領導英國政府開始民營化國有的企業和服務，讓一般的公共服務事業民營化，並減少社會福利事業的支出。1980年當選的美國總統罗纳德·里根總統稱他的計畫為“新聯邦主義”，減少社會福利支出，減少產業管制、對公共服務事業實行民營化。不過雷根並沒有完全遵從“自由放任”的政策，特別是在貿易上，有好幾年裡他實行了限制日本汽車進口的限額，以保護美國的汽車產業和員工，並以關稅來保護一些產業如模具製造和摩托車產業。不過，雷根任內確實大幅減少了各種社會福利的支出，并将原先两位数的通胀控制在4%左右。紐西蘭的經濟部長羅傑·道格拉斯（Roger Douglas）和智利的總統奥古斯托·皮诺切特也實行了與自由放任相近的政策，也就是在美國被稱為“自由市場”的經濟學和政策。道格拉斯和皮诺切特採取了最直接的“自由放任”形式，對社會福利和郵政服務實行私有化。對此產生的結果好壞也有不同的解讀。自由意志主義經濟學家如佛利民對此寫道：“智利的經濟做的很好...自由市場以他們的方式形成了一個自由的社會。” （页面存档备份，存于）他進一步主張自由市場的改革促成了接下來的經濟繁榮，並使得智利成為了“今天拉丁美洲裡經濟最成功的國家。” （页面存档备份，存于）左派經濟學家則認為，智利在皮诺切特的時期是一個軍事獨裁的國家，嚴厲地鎮壓異己，而且原本存在的少數中產階級也在自由市場改革時的嚴重衰退中消失了。不過當時的經濟衰退並不限於智利，其他拉丁美洲國家也遭受了衰退的嚴重影響。經濟學家Arnold C. Harberger認為“智利領導了整個南美洲脫離這次衰退。它是唯一一個處於債務危機的南美國家中，能於80年代結束前回復至危機前的國內生產總額的國家。” （页面存档备份，存于）其他包括法國在內的西方國家也採用了自由放任的政策，只不過沒有如美國、英國和智利三國如此廣泛。

## 今天的自由放任
今天大多數的現代工業國家都沒有徹底採用自由放任的原則，通常在經濟上都仍有著一定的政府干預。這些干預包括了最低工資、公司福利政策以協助國內的部份產業、反托拉斯法、國有化產業、累進稅制、社會福利政策以協助那些沒有能力尋找工作或是殘障的人士，和對於農業及商業產品的補貼，一些產業的國有化（通常是自然資源產業），對市場競爭的管制，以及經濟上由關稅和進口限額組成的貿易壁壘，和其他對國內企業的補助。
不過仍有一些被視為是徹底自由放任的地区。最常被舉出的例子是香港所采取的积极不干预政策，香港已經在經濟自由度指數上連續24年排名第一。米爾頓·佛利民讚揚香港的自由放任政策使得香港能在50年內從貧窮轉為繁榮。
如同純粹的共產主義，純粹的資本主義也從來沒有發生過，或許除了索馬利亞例外，不過索馬利亞的狀況較類似於無政府資本主義，而不是自由放任的資本主義體制。因此最接近自由放任的例子就是香港以及1800年代晚期美國的國內政策。

## 批評
由於自由放任和自由市場兩者都是相當理想化的觀念，批評者也是對此作出批評，批評這些理想化的市場經濟學說在現實世界是無法適用的。一些批評者也批評自由放任的財產權理論，批評它有著對私人利益高於公共利益的不恰當偏見。批評者認為市場的調整機制是無法妥善處裡市場失靈的狀況的，也因此需要一個中央政府或機制來進行管理。批評者認為自由放任只是一種意識形態的裝飾，掩蓋了其背後地區性的貿易保護主義以及典型的保守派政治，並批評自由放任將會導致由精英所控制的經濟擴張主義（或經濟帝國主義）。
一些針對市場失靈的批評是：
- 不受政府介入的市場將會導致壟斷。最常被舉出的例子是标准石油。不過應該注意的是，當標準石油被控壟斷時，市場上有超過100個與之競爭的石油精練業者，而在1911年審判結果出爐導致政府介入時，標準石油的市場佔有率已經從1890年被控時的88%下跌至64%了。虽然其后继者埃克森美孚等仍是业内垄断者，且垄断规模比当年更大。
- 不受監督的市場將會產生如安然一般的詐騙行為。不過，自由放任並非主張“沒有監督”，在自由放任的制度下，詐騙是非法的行為，而政府應該介入阻止詐騙行為。自由放任不意味著就沒有管制，而是意味著管制應該以保護個人免受詐騙和暴力行為為限。

## 作為比較的經濟制度
有多種制度可以被與自由放任主義制度作比較，包括：   
- 集產主義
- 共產主義
- 社團主義
- 重商主义
- 日本高度經濟成長
- 社会主义市场经济
- 混合经济
- 計畫經濟
- 社會主義
- 社會市場經濟
- 第三种道路